# 103. středisko CIMIC/PSYOPS
103. středisko civilně vojenské spolupráce a psychologických operací je přímo podřízené Velitelství společných sil a je řízeno operační skupinou J3-CIMIC/PSYOPS.
V současné době probíhají mise:
- V Afghánistánu působí v rámci ISAF také Provinční rekonstrukční tým v provincii Lógar.

## Historie misí
Vojenské a mírové operace a mise, kterých se účastnili příslušníci Střediska:[zdroj⁠?!]
|     | název   | popis                                       | kde                 | počet | kdy              |
| --- | ------- | ------------------------------------------- | ------------------- | ----- | ---------------- |
| 8.  | KFOR    | mírová operace                              | Kosovo              | 980   | 1999 - 2/2002    |
| 10. | KFOR    | Česko-slovenský prapor                      | Kosovo              | 550   | 2/2002 - dosud   |
| 11. | KFOR    | brigáda a úkolové uskupení Střed            | Kosovo              | 1438  | 2005             |
| 12. | SFOR    | velitelství + civilní spolupráce            | Bosna a Hercegovina | 42    | 2002 - 12/2004   |
| 14. | ISAF    | mírová operace - (6. a 11. polní nemocnice) | Afghánistán         | 269   | 4/2002 - 1/2003  |
| 15. | ISAF    | polní chirurgický tým                       | Afghánistán         | 11    | 1/2003 - 4/2003  |
| 16. | IZ SFOR | kontingent 7. polní nemocnice               | Irák, Basra         | 526   | 4/2003 - 12/2003 |
| 24. | MNF I   | Operace koalice mnohonárodních sil - Irák   | Irák                | 423   | 3/2003 - 12/2008 |